# Hilda Herzer
Hilda María Herzer fue una socióloga, ambientalista y profesora argentina que nació en Buenos Aires en 1942. Fue miembro investigadora del FLACSO, y profesora invitada de la Universidad Nacional del Litoral.
Obtuvo su titulación de grado en la licenciatura en Ciencias sociales, en la Facultad de Ciencias Sociales de la Universidad de Buenos Aires en 1960. Y de postgrado como doctora en Ciencias Sociales de la Universidad de Nueva York.
Fue una importantísima precursora y referente del campo de estudios urbanos en Argentina, con trabajos de campo como el que desarrolló en conjunto con su grupo de investigación, a posteriori de la catástrofe climática del 7 de abril de 1995 (29 años), en la ciudad de Pergamino. Reconocida docente-investigadora del Instituto de Investigaciones Gino Germani y la Carrera de Sociología, entre 1989 y 1990 fue Directora del Instituto de Investigaciones de la Facultad de Ciencias Sociales, Universidad de Buenos Aires. A lo largo de su trayectoria produjo un corpus de investigaciones y publicaciones sobre temas ambientales y urbanos con reconocimiento local y en el exterior.

## Desarrollo de su carrera científica

### De investigación

#### Instituto de Investigaciones Gino Germani,Bs. As.
- Ingresa en 1965, especialidad en investigaciones a campo, sociológicas

## Algunas publicaciones

### Libros
- 2012. Barrios al Sur – Renovación y pobreza en la Ciudad de Buenos Aires.  1.ª ed. Editorial Café de las Ciudades. 412 pp. ISBN 978-987-25706-4-4

- 2011. La cuestión urbana interrogada: transformaciones urbanas, ambientales y políticas públicas en Argentina. 1.ª ed. Buenos Aires: Café de las Ciudades, 556 pp. ISBN 978-987-25706-1-3 resumen en línea en línea Archivado el 16 de enero de 2013 en Wayback Machine.

- 2010. Con el Corazón Mirando al Sur. Editorial Espacio. 368 pp. ISBN 9789508022912

- 2000. “Procesos Urbanos y Hábitat: El rol de los actores en la construcción y la gestión de la ciudad”. En: Cuaderno de la Maestría en Hábitat y Vivienda. Universidad Nacional de Rosario  Editora. Rosario, Argentina

- 1997. Postales Urbanas Del Final Del Milenio: Una Construcción de Muchos. Vol. 8 de Colección Sociedad. Edición ilustrada de Univ. de Buenos Aires, Instituto de Investigaciones "Gino Germani," Facultad de Ciencias Sociales, 252 pp. ISBN 9502904281, ISBN 9789502904283

- 1996. Ciudad de Buenos Aires: gobierno y descentralización. Vol. 4 de Colección CEA-CBC. Editor Oficina de Publicaciones del C.B.C., Universidad de Buenos Aires, 309 pp. ISBN 9502902858, ISBN 9789502902852

- 1996. Ciudades en riesgo: degradación ambiental, riesgos urbanos y desastres en América Latina. Reference, Information and Interdisciplinary Subjects Series. Editor Soluciones Prácticas, 190 pp. ISBN 9972470016, ISBN 9789972470011 en línea

- 1994. Modelo teórico-conceptual para la gestión urbana en ciudades medianas de América Latina. Naciones Unidas. Comisión Económica para América Latina y el Caribe. Editor CEPAL, 50 pp.

- 1990. Construcción y Administración de la Ciudad Latinoamericana. Colección Estudios políticos y sociales. Con Nora Clichevsky. Edición ilustrada de IIED--América Latina, 526 pp. ISBN 9506940932, ISBN 9789506940935

- 1985. La inundación en el Gran Resistencia (provincia del Chaco, Argentina) 1982- 1983. Desastres naturales y Sociedad en América Latina. Buenos Aires. Grupo Editor Latinoamericano. CLACSO. Colección Estudios Políticos y Sociales. en línea Archivado el 4 de marzo de 2016 en Wayback Machine.

### Capítulos
- 2001. Handbook of Latin American Studies: Social Sciences. Edición anotada de Univ. de Texas Press, 955 pp. ISBN 0292752431, ISBN 9780292752436

- 2001. Perspectiva histórica: las inundaciones en Buenos Aires. Con Nora Clichevsky. En: Kreimer Alcira et al. (eds.)

- 2000. Riesgo urbano - Grandes inundaciones en la ciudad de Pergamino: extraordinarias, pero recurrentes...Análisis de un proceso de vulnerabilidad progresiva. En: Realidad Económica 175. Con María Graciela Caputo, Alejandra Celis, Hernán Petit, Mara Bartolomé, Raquel Gurevich, Carla Rodríguez

- 1991. Las mujeres y la vida de las ciudades. Con María del c. Feijoó. Buenos Aires: Grupo Editor Latinoamericano

- 1990. "Los desastres no son tan naturales como parecen". En: Medio Ambiente y Urbanización 8 ( 30) Buenos Aires: 10-30

- 1990. Construcción y administración de la Ciudad Latinoamericana. Con Nora Clichevsky. México D.F., llED-AL

- 1986. "Poder local e instituciones". En: Revista Mexicana de Sociología, año XLVIH ( 4), México

- graciela Caputo, jorge e. Hardoy, hilda Herzer (comp.) 1985. Desastres naturales y sociedad en América Latina. Buenos Aires, GEL-CLACSO

### Coeditora y compiladora
- Gobierno de la ciudad y crisis en la Argentina. Colección Estudios políticos y sociales. Con Pedro Pírez. Editor Grupo Editor Latinoamericano, 233 pp. ISBN 9506940363, ISBN 9789506940362

- 1979. Argentina. Vol. 1 de Inventario de investigaciones sociales relevantes para políticas de población del Programa de Investigaciones Sociales sobre Problemas de Población Relevantes para Políticas de Población en América Latina. Con Nestor D'Alessio. Editor	Centro Latinoamericano de Demografía, 187 pp.